# Пятнистые топкноты
Пятнистые топкноты (лат. Zeugopterus) — род лучепёрых рыб из семейства калкановых (Scophthalmidae). В состав рода включают два вида. Представители рода встречаются в северной и восточной частях Атлантического океана. Обитают на глубине от 1 до 180 м. Длина тела от 20 до 25 сантиметров. Встречаются на каменистом, реже песчаном дне. Кормятся мелкой рыбой и беспозвоночными.

## Виды
- Zeugopterus punctatus (Bloch, 1787) — Пятнистый топкнот
- Zeugopterus regius (Bonnaterre, 1788) — Царский топкнот